# Foglar (planetka)
(9102) Foglar je asteroid vnějšího hlavního pásu planetek, obíhající Slunce mezi drahami Marsu a Jupiteru, který byl objeven českými astronomy Milošem Tichým a Zdeňkem Moravcem 12. prosince 1996 na kleťské observatoři. Byl to 359. asteroid objevený na Kleti, který získal číselné označení Mezinárodní astronomické unie. Je řazen k široké skupině označované jako 9106 MB-outer, s asteroidy spektrálního typu C s velkou polosou mezi 2,7 a 5,0 au a nízkým albedem 0,057.

## Okolnosti objevu
Asteroid byl rozpoznán na snímcích pořízených CCD kamerou SBIG ST-8 na 0,57m zrcadlovém dalekohledu kleťské hvězdárny a Centrem pro sledování planetek byl předběžně označen jako 1996 XS18. Následná pozorování asteroidu, na němž se kromě objevitelů podílela i astronomka Jana Tichá, probíhala do 12. března 1997 a pokračovala 27. února a 24. března 1998, s cílem zajistit dostatečné množství přesně zaměřených poloh asteroidu potřebných k výpočtu jeho dráhy. Paralelně s kleťskou observatoří byly v březnu 1998 pozice asteroidu měřeny i teleskopem z raketové základny White Sands Missile Range v Novém Mexiku v rámci projektu LINEAR (Lincoln Near Earth Asteroid Research). Výsledná dráha byla publikovaná Garethem V. Williamsem 8. srpna 1998 v Minor Planet Circulars, kde bylo asteroidu přiděleno definitivní pořadové číslo (9102). Pojmenování asteroidu jako pocta českému spisovateli a skautovi Jaroslavu Foglarovi navrhli objevitelé planetky společně s Janou Tichou, podpořeni několika návrhy členů Klubu mladých astronomů českobudějovické hvězdárny. Nové jméno asteroidu bylo poprvé zveřejněno 28. července 1999 v Minor Planet Circulars.

## Oběžná dráha a fyzické vlastnosti
(9102) Foglar je asteroid spektrální třídy C, který oběhne Slunce ve vzdálenosti od 2,8291 do 3,3306 au jednou za 1 974,2 dní (více než 5,4 roky). Jeho mírně eliptická oběžná dráha s velkou poloosou 3,0798 au má excentricitu přibližně 0,0814 a inklinaci 2,7761° vůči ekliptice se středním denním pohybem o 0,1823°. Vyhodnocení snímků sond WISE a NEOWISE dospěla k závěrům, že rovníkový průměr asteroidu je přibližně 8,678 km při albedu 0,054 a absolutní magnitudě 14,1 mag.

## Pozorování asteroidu
K prvním zaznamenaným pozorováním asteroidu došlo již 9. února 1992 a 25. dubna 1993 v rámci projektu Spacewatch na observatoři arizonské univerzity na vrcholu Kitt Peak u Tucsonu v Arizoně, další proběhla v červenci 1994 z Evropské jižní observatoře La Silla v Chile. Celkem byl asteroid pozorován více než 1,8 tisíc krát z 25 pozic, z toho 36 krát z kleťské hvězdárny.